# نيهارديا
نيهارديا هي مدينة بابلية قديمة تقع بالقرب من نهر الفرات تعتبر من أوائل المدن التي اعتنقت اليهودية البابيلة والإيمان بالتلمود البابلي وكما أن ملك يهوذا يهويا كين أسكنه الكلدان البابليون هناك ودفن هناك قبل ان يتم نقل جثمانه إلى مدينة أصفهان في بلاد الفرس كما قال عنها المؤرخ اليهودي يوسيفوس فلافيوس بأنها مدينة سكنها الفرس الفرثيين مع يهود كلدان.